# Leuchtturm Stirsudden
Der Leuchtturm Stirsudden (auch Styrs Udde, russisch Маяк Стирсудден Majak Stirsudden, finnisch Seivästön majakka, von schwedisch Steersudden, bedeutet etwa „zeigen“) befindet sich in der Nähe des Dorfes Oserki in der russischen Oblast Leningrad auf einem Hügel nördlich der Autobahn 41А-082. Zusammen mit dem Leuchtturm Schepelewski markiert er die Einfahrt zur Bucht des Finnischen Meerbusens, die nach Kronstadt und Sankt Petersburg führt. Die Bucht ist hier zwar etwa 20 km breit, hat aber etliche Untiefen und Strömungen, die die Passage behindern und eine Ursache waren, dass viele Schiffe in der Nähe von Seiviasto sanken. Früher nannte man die gesamte Zufahrt bis zur Newamündung Kronstädter Bucht.
Turm und Gelände stehen unter militärischer Aufsicht und sind nicht frei zugänglich.

## Geschichte
Schon zur Zeit Peter des Großen versuchte man hier die Navigation durch Holzfeuer zu erleichtern. Später wurde von Edward Lane ein provisorischer Leuchtturm aus Holz mit Feuerschale errichtet. 1872 wurde auf Befehl des Flottenadmirals Großherzog Konstantin ein Leuchtturm am Kap von Seyvästovsky (schwedisch Styrsundsudde, Stirsudden) durch estnische Arbeiter gebaut. Sogar die Ziegel wurden dazu aus Reval mitgebracht. Der gemauerte Leuchtturm war achteckig und 15 Meter hoch. Er wurde zur Tageslichtmarkierung weiß gestrichen. Die Lichtquelle befand sich in einer Höhe von 35 m über dem Meeresspiegel und leuchtete im Sektor 312°–113° bis zu 10 sm (18,5 km) weit. Optische Geräte wurden in England gekauft. Neben dem Leuchtturm wurden ein Wohnhaus, ein Lagerhaus, eine Banja und eine Straße vom Pier zum Leuchtturm gebaut. Während des Ersten Weltkriegs arbeitete der Leuchtturm unregelmäßig.
Otto Wilhelm von Lude wurde zum Leiter des Leuchtturms ernannt. Nach dessen Tod erbte sein Schwiegersohn, der Este Peter Mariak, den Posten. 1914 wurde Trofimov Chef des Leuchtturms, 1918 nahm Seekapitän Emil Virkki den Platz ein, der bis zum Beginn des Winterkrieges am Leuchtturm diente.

## Das Bauwerk
Im Gebäude führt eine Wendeltreppe zu dessen oberer Plattform. Fast bis Ende 1931 war die Lichtquelle eine große Petroleumlampe, um die spezielle Kristallprismen angebracht waren, die das schwache Licht der Lampe reflektierten und in die Ferne richteten. Die Kosten der Geräte beliefen sich zum Zeitpunkt der Inbetriebnahme auf 18.000 Rubel Gold. 
Drei Wächter wechselten sich während der Nachtwache ab und stellten sicher, dass die Lampe nicht ausging.
Als die Petroleumlampe durch eine elektrische Lampe ersetzt wurde, blinkte die Lampe: 5 Sekunden an - 2 aus., wieder 5 Sek. an, dann 8 s aus. Wenn der Strom ausfiel, arbeitete der Leuchtturm mit Hilfe einer Gaslampe im Notfallmodus weiter. Ein neues Beleuchtungssystem im Wert von 48.000 Mark, das im Werk Agan hergestellt wurde, wurde von einer Person anstelle von 4 Personen gewartet. In der Nähe des Leuchtturms wurde zusätzlich ein Sturmmast installiert, der die Fischer warnte, insbesondere bei Bewegung  und Eisbruch.
Bis zum schicksalhaften Winter 1939 befand sich im zweiten Flügel des Leuchtturmgebäudes eine kleine Artillerieeinheit an der Küste oder eine Schule von Unteroffizieren der Marine. Für die Einheiten des Marine-/Küstenschutzes wurden dort auch Kurse zur Marinebeobachtung und Luftverteidigung organisiert. Im Leuchtturm befand sich auch eine hydrometeorologische Station. 
Der Leuchtturm wurde im Krieg mehrmals zerstört, aber immer wieder aufgebaut.

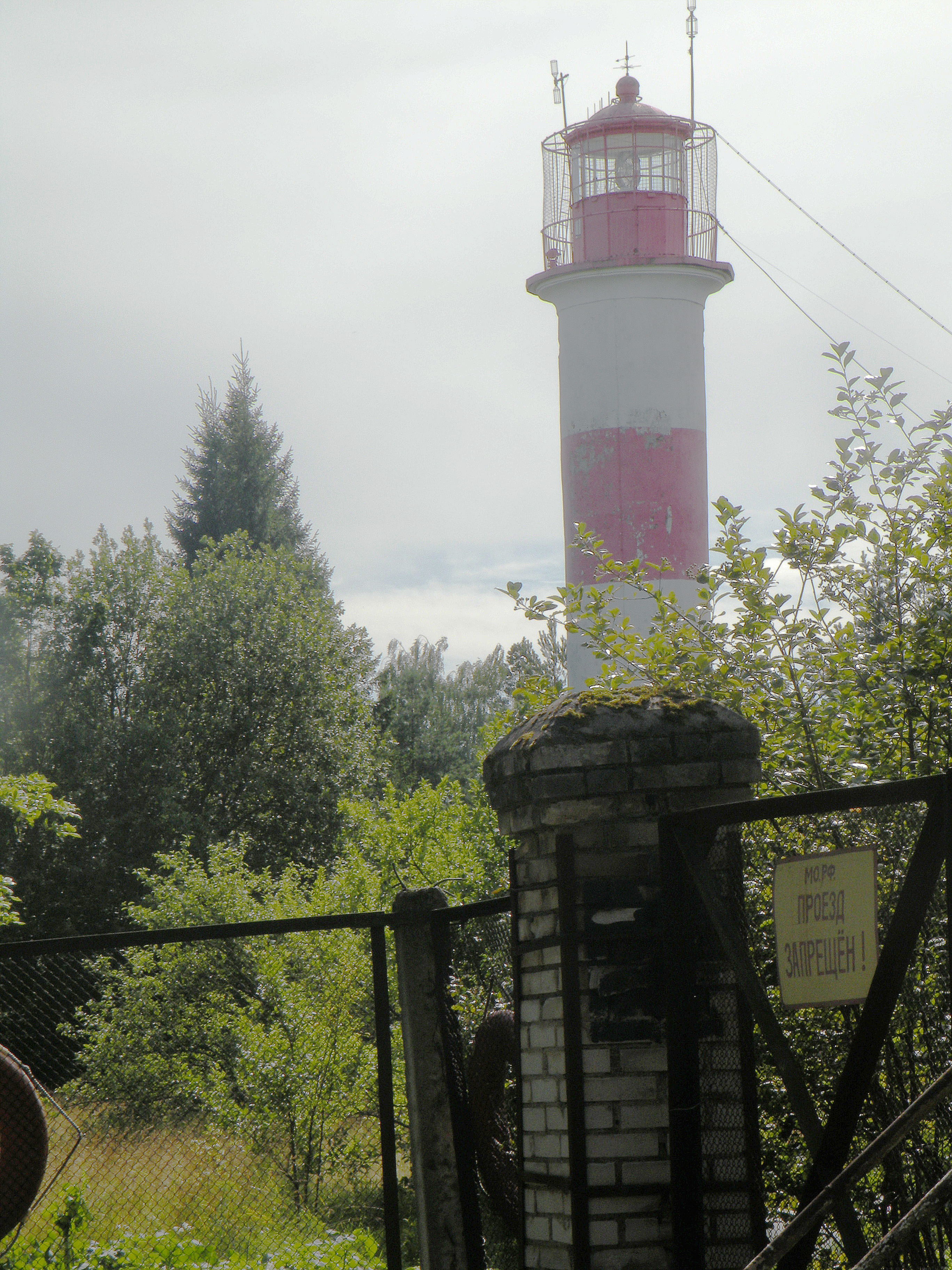
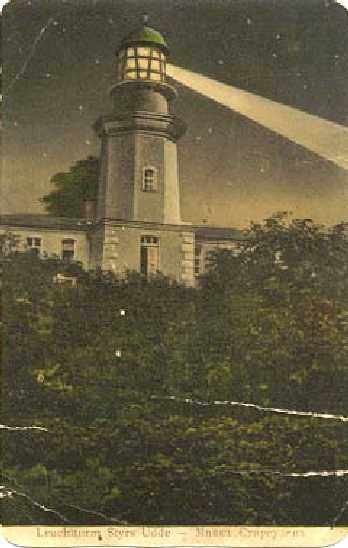
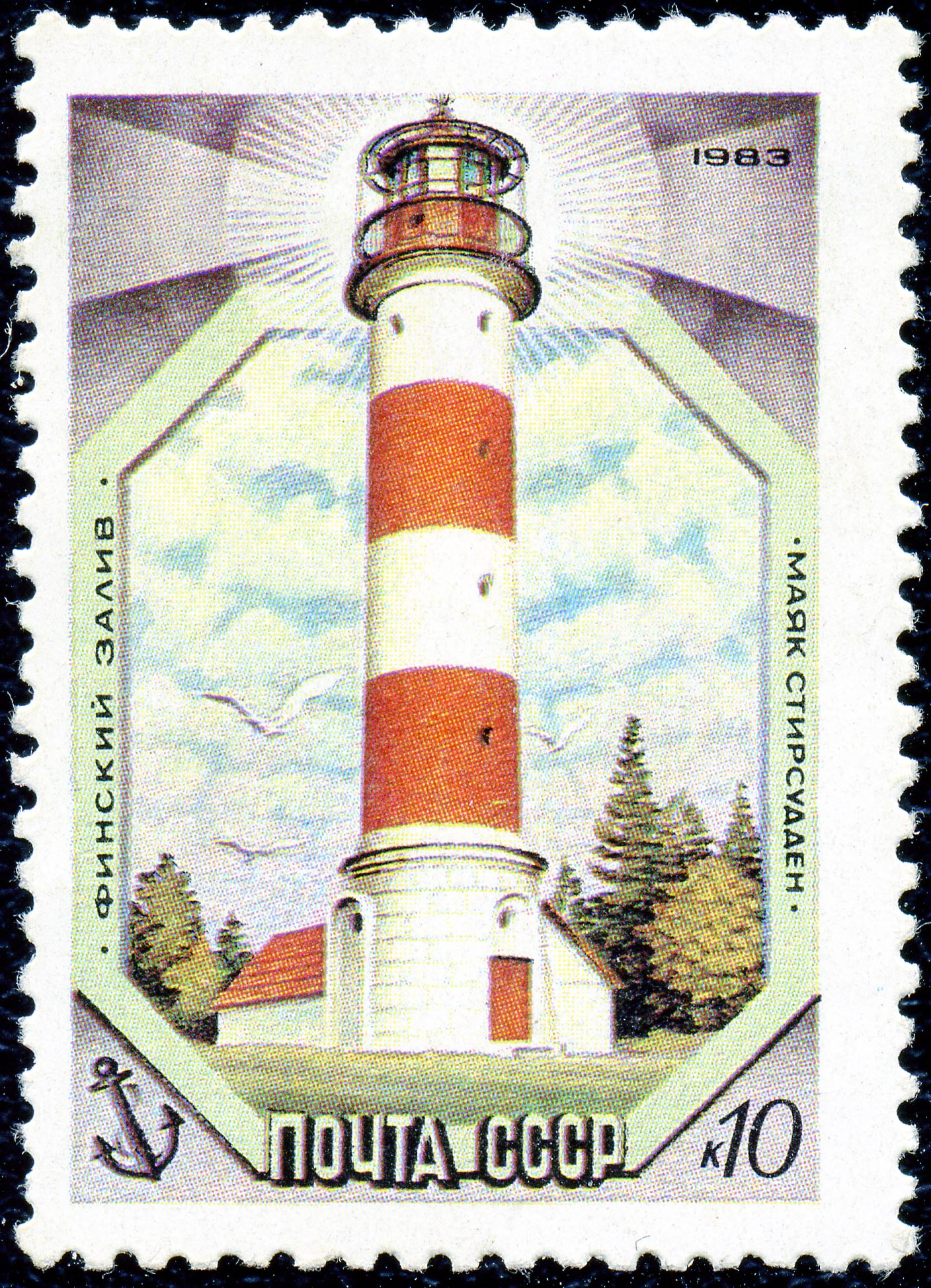

## Trivia
Eine Gedenktafel erinnert an Wladimir I. Lenin, der hier zusammen mit seiner Frau Nadeschda K. Krupskaja im Juni 1907 Urlaub machte.